# يحيى بن غانية
أبو زكريا يحيى بن علي بن يوسف المسوفي الشهير بـ يحيى بن غانية (المتوفي سنة 543هـ/1149م) أحد ولاة وقادة المرابطين في الأندلس.

## سيرته
من غير المعروف سنة ولادة يحيى بن غانية، لكن ذكرت كتب التاريخ أن أبوه علي بن يوسف كان من زعماء قبيلة مسوفة الصنهاجية، أما أمه غانية فكانت من لمتونة من قرابة يوسف بن تاشفين. نُسب يحيى بن غانية إلى أمه كما كانت عادة لمتونة بالنسبة إلى الأم إن كانت ذات شرف وصفات حسنة. لما توفي علي بن يوسف المسوفي، كان ابناه يحيى ومحمد صغيران، فتزوجت أمهما غانية من أبي عبد الله محمد بن الحاج اللمتوني والي قرطبة في أواخر عهد يوسف بن تاشفين. ثم ما لبث أن شبّ يحيى، فندب محمد بن الحاج اللمتوني لولاية إستجة. وفي سنة 515هـ/1121م، وجّهه علي بن يوسف بن تاشفين ليعاون أبي محمد يدر بن ورقاء والي بلنسية ومرسية، وبعد وفاة ابن ورقاء سنة 524هـ/1130م خلفه يحيى بن غانية واليًا على المدينتين.
شارك يحيى بن غانية والي بلنسية ومرسية بخمسمائة فارس في جيش المرابطين الذي دفاع عن إفراغة التي حاول جيش ألفونسو المحارب مهاجمتها، وهزمه المرابطون في معركة إفراغة في 23 رمضان 528هـ/17 يوليو 1134م. وفي سنة 538هـ/1143م، اختار تاشفين بن علي يحيى بن غانية ليكون واليًا على قرطبة.
ولما توفي تاشفين بن علي السنة التالية 539هـ/1144م، اضطربت الأمور في الأندلس، فغادر يحيى بن غانية قرطبة نحو إشبيلية لصدّ المتمردين، ونجح في ذلك. ثم سار إلى لبلة لتتبع المتمردين، فبلغته أنباء ثورة ابن حمدين القاضي في قرطبة، فعاد يحيى بن غانية إلى إشبيلية، وبعث برسول يتبين له الأخبار، فوجد أهل قرطبة قد طردوا ابن حمدين، واستدعى بعض أهل قرطبة سيف الدولة بن هود لرئاسة قرطبة، لكنه ما كاد يصل حتى طرده قسم آخر من أهل قرطبة، ثم عاد ابن حمدين مجددًا لقرطبة. وفي جمادى الآخرة 540هـ/ديسمبر 1145م، سار يحيى بن غانية في جيشه لقتال ابن حمدين، فالتقيا بالقربة من إستجة، وهزم يحيى بن غانية غريمه ابن حمدين الذي فرّ إلى بطليوس، ثم التجأ لألفونسو السابع ملك قشتالة، فبعث معه قوات بقيادة الدوق فرناندو خوانس، وهاجموا شرق قرطبة، وعاثوا في مسجدها الجامع، وقاومهم يحيى بن غانية. ثم بلغتهم أخبار عبور الموحدين إلى الأندلس، فانسحب القشتاليون.
بعد انحدار سلطان المرابطين في الأندلس، وجد يحيى بن غانية نفسه وحيدًا في محصورًا بين قوات الموحدين جنوبًا وقوات ألفونسو السابع ملك قشتالة، فاضطر لمهادنة ألفونسو السابع الذي أجبره على التنازل عن مدينتي بياسة وأبدة، فقبل ابن غانية على مضض. ثم ساومه ألفونسو السابع على التنازل عن جيّان، فسوّف يحيى بن غانية، واتصل سرًا ببرّاز بن محمد المسوفي والي إشبيلية الموحدي. واتفقا على أن يُسلّم ابن غانية قرطبة وقرمونة للموحدين، وغادر في جمادى الآخرة 543هـ/أكتوبر 1148م إلى غرناطة آخر معاقل المرابطين في الأندلس، لكنه مرض وتوفي بعد شهرين في 24 شعبان 543هـ/7 يناير 1149م.